# Навальмораль-де-ла-Мата
Навальмораль-де-ла-Мата (ісп. Navalmoral de la Mata) — муніципалітет в Іспанії, у складі автономної спільноти Естремадура, у провінції Касерес. Населення — 17 309 осіб (2010).
Муніципалітет розташований на відстані близько 170 км на захід від Мадрида, 85 км на північний схід від Касереса.

## Демографія
Динаміка населення (INE ):